# Tappeh Dār
Tappeh Dār (persiska: تپه دار, کاکا شرف) är en ort i Iran.   Den ligger i provinsen Lorestan, i den västra delen av landet, 400 km sydväst om huvudstaden Teheran. Tappeh Dār ligger 1 519 meter över havet och antalet invånare är 389.
Terrängen runt Tappeh Dār är kuperad åt nordväst, men åt sydost är den bergig.Runt Tappeh Dār är det ganska tätbefolkat, med 72 invånare per kvadratkilometer. Närmaste större samhälle är Pol-e Bābā Ḩoseyn, 13,3 km väster om Tappeh Dār. Trakten runt Tappeh Dār består i huvudsak av gräsmarker.